# Étienne II (pape)
Pour les articles homonymes, voir Étienne et Étienne II.
Ce pape est parfois appelé Étienne III. Il existe un problème de numérotation des papes Étienne, expliqué à l'article Étienne (pape éphémère)
Étienne II (en latin Stephanus), consacré pape le 26 mars 752, mort le 26 avril 757. Il succède à Zacharie et précède Paul Ier.

## Biographie
Membre d'une famille riche et aristocratique de Rome, il est élevé au Patriarcho, résidence pontificale attenante à la basilique Saint-Jean de Latran. Devenu adulte, il est ordonné diacre et prend part à l'administration des hospices, qui jouent un rôle crucial dans l'accueil des pèlerins. À la mort de l'éphémère pape Étienne, successeur pendant trois jours de Zacharie, il est élu pape à l'unanimité. Il devient le premier pape italien (Grégoire II excepté) après une longue série de pontifes orientaux.
Ses premiers actes sont dirigés contre les Lombards : devenus maîtres de l'exarchat de Ravenne, ceux-ci entendent faire reconnaître leur souveraineté sur toute l'Italie romaine. Refusant cette tutelle, Étienne II demande le soutien de l'empereur byzantin, aussi puissant que lointain. En réponse, Constantin V lui envoie un négociateur, le silentiaire Jean. Étienne délègue son frère pour accompagner celui-ci à Pavie. Peine perdue : Aistolf roi des Lombards, refuse de rendre Ravenne. Après cet échec, l'empereur nomme le pape son négociateur direct. [pas clair]
Étienne II, fort de cette prérogative, se met alors en quête d'un protecteur militaire. Or Pépin le Bref, roi des Francs, est redevable à la papauté qui a légitimé le renversement des Mérovingiens. Étienne se met donc en route pour le rencontrer. Au passage, il tente une ultime négociation avec Aistulf, qui échoue. En plein hiver 753–754, Étienne traverse donc les Alpes pour rencontrer Pépin en son palais de Ponthion. Accueilli très favorablement par Pépin, Étienne s'installe à Saint-Denis. Pépin promet d'intervenir contre les Lombards et de restituer au pape l'exarchat de Ravenne, possession théorique de l'empereur byzantin.
En contrepartie, le 28 juillet 754, Étienne II sacre de nouveau Pépin, ainsi que ses fils Carloman et Charlemagne, ce qui légitime la future lignée carolingienne. Il revient en Italie accompagné de Pépin et de ses troupes. Pavie est prise en 755. Par mesure de rétorsion, Aistulf s'allie avec le duc de Bénévent pour assiéger Rome durant trois mois au début de 756. Étienne II parvient à demander du secours aux Francs par voie de mer. Pépin vient de nouveau assiéger Pavie, contraignant Aistulf à lever le siège de Rome. Le Lombard doit alors promettre de rendre les territoires pris par ses troupes. Pépin confirme par écrit ses promesses : c'est la donation de Pépin.
Fulrad, abbé de Saint-Denis, se voit confier la tâche de prendre possession de ces territoires au nom du pape. Il en dépose ensuite les clefs sur le tombeau de Pierre, faisant ainsi de ces territoires le « patrimoine de saint Pierre ». Ces terres reconquises sur les Lombards auraient légitimement dû être restituées à l'empereur d'Orient, à qui elles avaient été arrachées.
Ainsi naissent les États pontificaux. Étienne nomme ensuite deux représentants chargés d'administrer en son nom l'exarchat et la Pentapole byzantine. L'archevêque en titre de Ravenne, Serge, proteste devant ce qu'il juge être une intrusion. Il est arrêté.
À la mort d'Aistulf, Étienne II se retrouve en position d'arbitre dans la succession des Lombards. Il favorise Didier de Lombardie, qui promet alors de livrer les villes rendues par Aistulf — promesse dont il ne s'acquittera que partiellement.

### Légende
Selon une légende, en 755 à Figeac, le pape Étienne II, venu bénir un monastère fondé sur l'ordre de Pépin le Bref en 753, vit Jésus lui-même escorté par des anges, venir consacrer le monastère.

## Sources
- Annales regni Francorum anno 774
- Liber Pontificalis
- Codice diplomatico Longobardo